# أرويومولاينوس دي لا فيرا
بلدية أرويومولاينوس دي لا فيرا (بالإسبانية: Arroyomolinos de la Vera)‏، هي بلدية تقع في مقاطعة قصرش والتي تقع في منطقة إكستريمادورا، غرب إسبانيا.
يبلغ عدد سكانها 564 نسمة وفقاً لإحصائية سنة (2002).